# Opération Shamshir
Guerre d'Afghanistan
L'Opération Shamshir est menée par les forces françaises et afghanes contre les rebelles taliban dans la vallée d'Alasaï.

## Déroulement
Le 1er juillet 2011, les armées françaises et afghanes lancent une offensive contre les talibans. Quelque 700 militaires français de la brigade La Fayette et un même nombre d'Afghans, dont 480 soldats du Kandak 33 de la 3e Brigade de l'armée nationale afghane et 140 policiers, sont engagés dans l'opération,.

Les premiers jours, les militaires français et afghans progressent vers le nord sans rencontrer de résistance. Les Afghans organisent plusieurs shûrâ avec les responsables des villages de Dawlatkhel, Jalokhel, Danbawach et Krapi. Des fouilles sont organisées, plusieurs caches d'armes sont découvertes et des suspects sont arrêtés par la police afghane. Mais arrivés à proximité des villages d’Adizai et d’Etaman, les militaires se heurtent à une résistance de la part des rebelles. Les derniers jours de l'opération sont ponctués de plusieurs accrochages où les soldats français et afghans prennent le dessus, les insurgés se retrouvant pris entre les forces déployées dans la vallée et celles héliportées dans les hauteurs,.

## Pertes
Selon l'armée française, environ 40 insurgés sont « neutralisés », une dizaine d'autres blessés et un combattant est capturé par la police afghane. Huit soldats français sont blessés lorsque leur VAB est touché par un tir de roquette RPG-7.
Cependant, le 11 juillet, alors qu'un convoi de blindés de retour d'opération rentre au poste de Gwan, un militaire français, le brigadier Clément Kovac, du 1er régiment de chasseurs est mortellement blessés par un tir fratricide déclenché accidentellement par un autre soldat français,.